# Agrupación Deportiva Arganda
La Agrupación Deportiva Arganda è una società calcistica spagnola con sede a Arganda del Rey, vicino a Madrid. Fondata nel 1964, milita attualmente nel gruppo 2 della Preferente. La squadra gioca nello stadio "Estadio Municipal" che ha capacità di 3000 spettatori.

## Tornei nazionali
- 8 Stagioni 3ª División
- 15 Stagioni Preferente